# Francastel
Francastel (picardisch: Frincaté) ist eine französische Gemeinde mit 499 Einwohnern (Stand 1. Januar 2022) im Département Oise in der Region Hauts-de-France. Die Gemeinde liegt im Arrondissement Beauvais und ist Teil der Communauté d’agglomération du Beauvaisis und des Kantons Saint-Just-en-Chaussée.

## Geographie

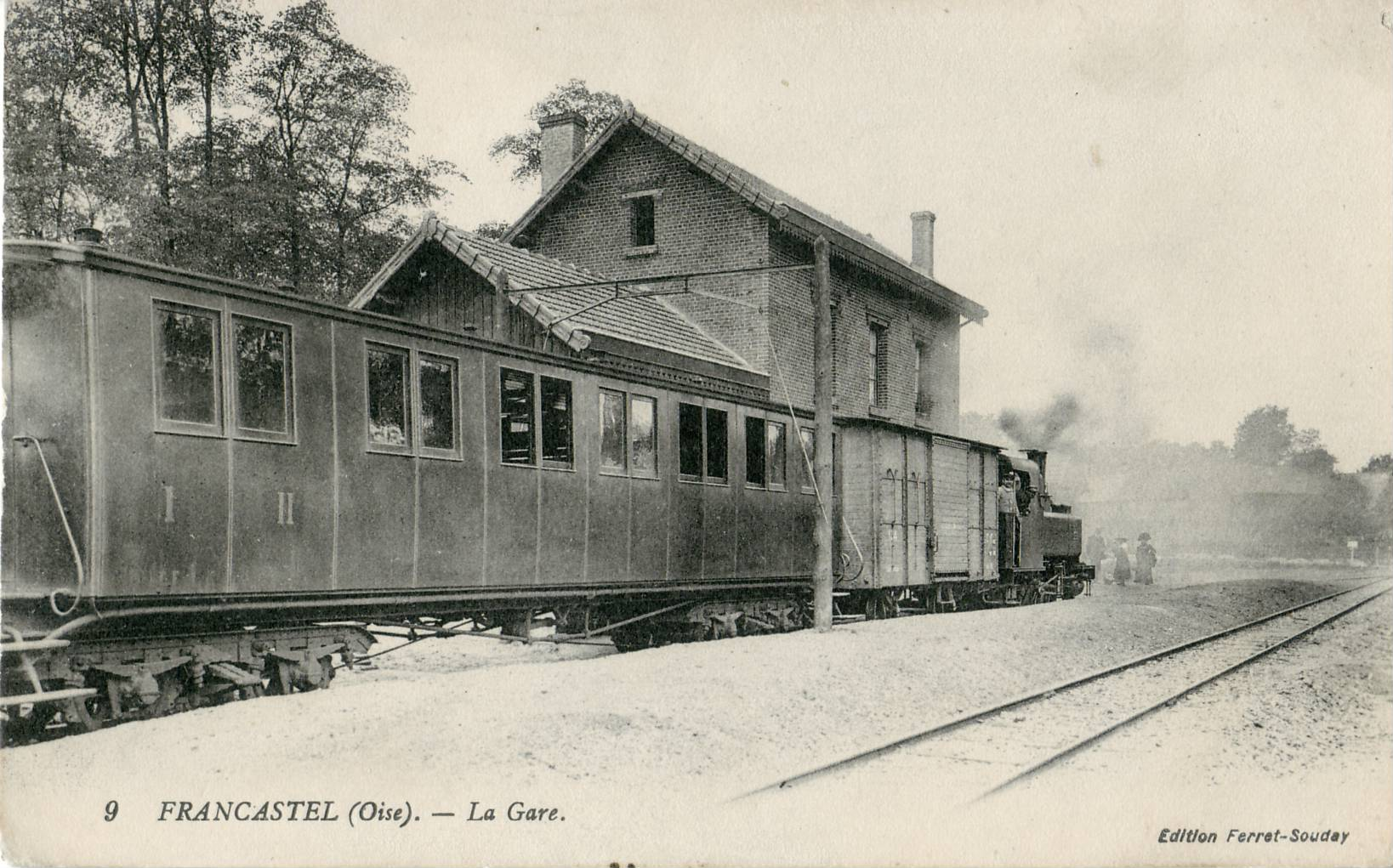
Zug im Bahnhof Francastel, um 1915

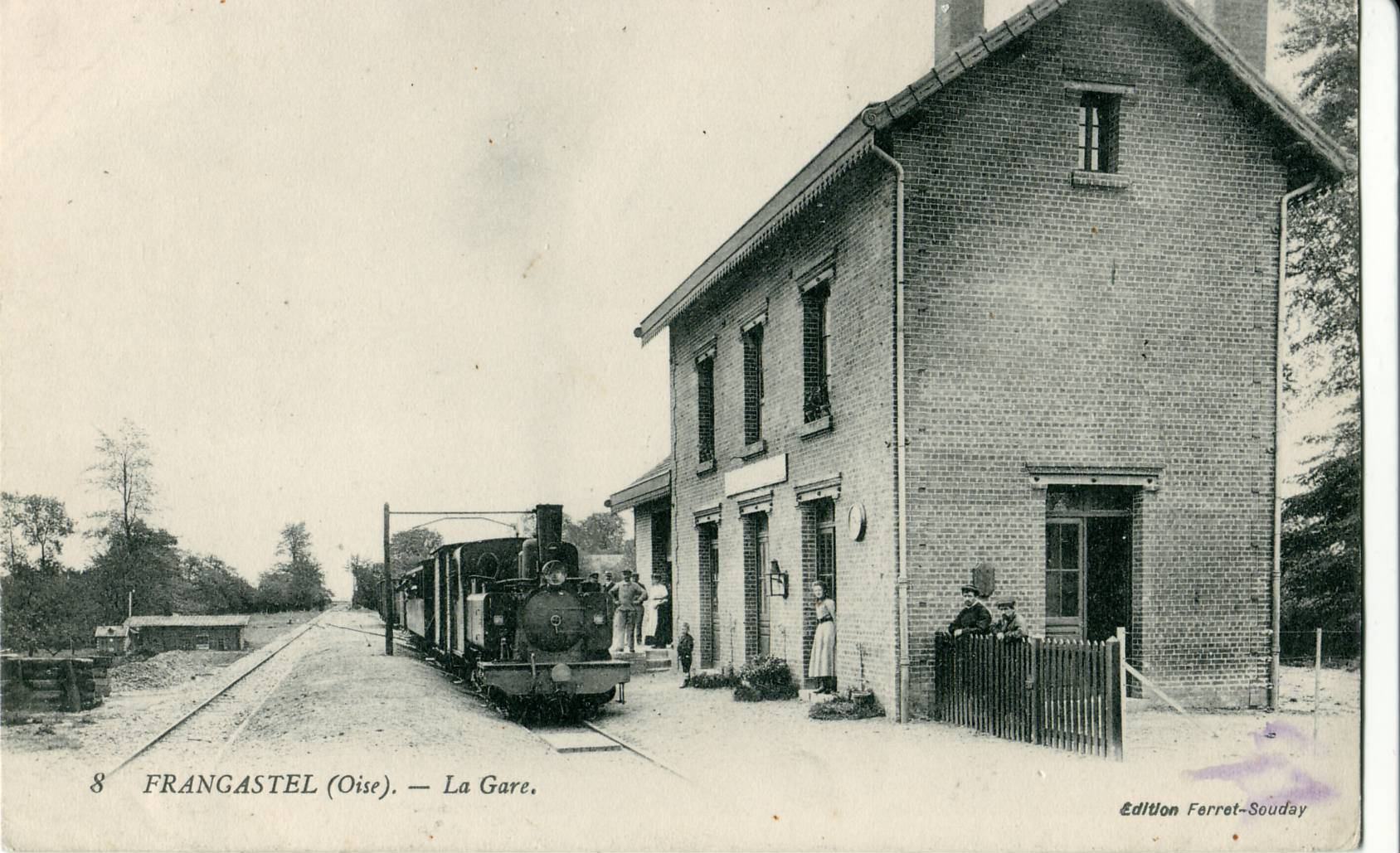
Bahnhof Francastel

Die Gemeinde liegt auf der Hochfläche des Plateau Picard rund sechs Kilometer ostsüdöstlich von Crèvecœur-le-Grand und 6,5 km westnordwestlich von Froissy. Sie ist mit dem Ortsteil La Neuve Rue der Nachbargemeinde Oursel-Maison baulich zusammengewachsen. Im Norden der Gemeinde steht ein Windpark. Von 1911 bis 1961 wurde die Gemeinde von der Sekundärbahn von Estrées-Saint-Denis über Froissy nach Crèvecœur-le-Grand, einer Meterbahnstrecke, bedient.

## Geschichte
Eine erste Ansiedlung beim jetzigen Friedhof außerhalb der Bebauung soll von den Normannen zerstört worden sein. Das an der heutigen Stelle errichtete Dorf war befestigt, erlitt aber in der Jacquerie Schaden. In den Auseinandersetzungen der Burgunderkriege wurde das Schloss 1472 zerstört.

## Einwohner
| 1962 | 1968 | 1975 | 1982 | 1990 | 1999 | 2006 | 2011 |
| ---- | ---- | ---- | ---- | ---- | ---- | ---- | ---- |
| 307  | 276  | 276  | 320  | 363  | 384  | 405  | 423  |

## Verwaltung
Bürgermeister (maire) ist seit 1989 Hubert Vanysacker.

## Sehenswürdigkeiten

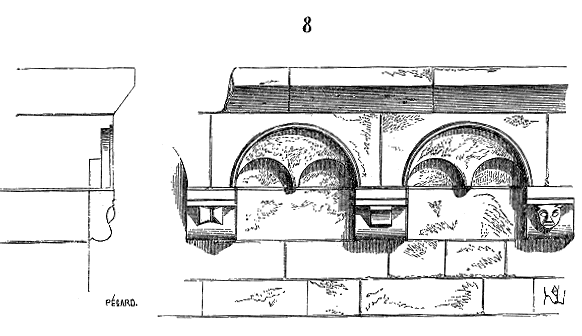
Detail der Kirche, Aufnahme bei Eugène Viollet-le-Duc

- Kirche Notre-Dame de la Nativité mit Chor aus dem 12. Jahrhundert und Langhaus aus dem Jahr 1767[1] (siehe auch: Liste der Monuments historiques in Francastel)
- Kapelle Saint-Germain auf dem Friedhof
- Verbaute Reste eines Donjons
- Motte des zerstörten Schlosses